# 三富新田

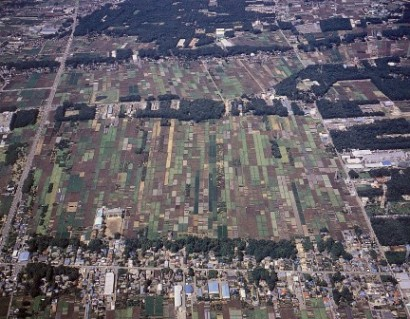
三富新田

三富新田（さんとめしんでん）は、江戸時代の元禄期に開拓された武蔵野台地上の一地域である、埼玉県入間郡三芳町上富と、同県所沢市中富･下富の総称である。なお、新田を称するが水田はなく、畑作地である。

## 地理
開拓前は一面の原野で周辺29か村の入会地であったが、元禄7年（1694年）に川越藩主となった柳沢吉保が、農作物増産等によって藩政を充実させる目的で、川越に召抱えていた荻生徂徠の建議を入れ、川越藩士の曽根権太夫に命じて藩内のこの地を開拓させたものである。特徴としては、幅6間（約10.9 m）の道の両側に農家が並び、その1軒の農家ごとに畑、雑木林が面積が均等になるように短冊型に並んでいるという地割である（例えば上富村では、1戸の間口が40間（約72.7 m）、奥行き375間（約681.8 m）、面積5町歩（15000坪=約49500平方 m）となっている）。この地割の方法は北宋の王安石の新田開発法を参考にしたといわれる。元禄9年（1696年）の検地による屋敷の戸数は、上富91戸、中富40戸、下富49戸の計180戸。この整然とした地割と景観は現代まで良く残され、1962年には、旧跡として埼玉県指定文化財に指定されている。

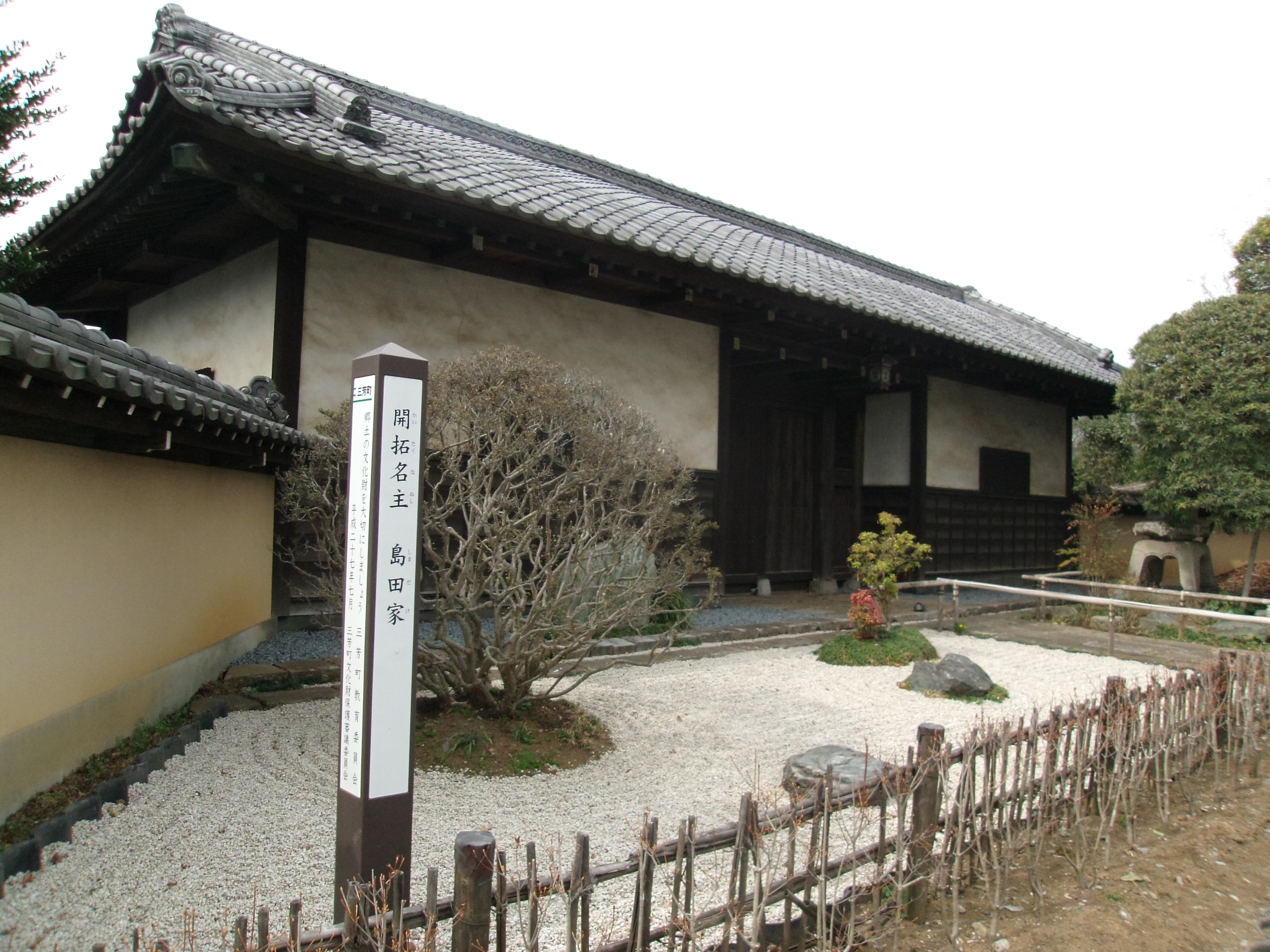
開拓時に名主を務めた島田家（三芳町上富）
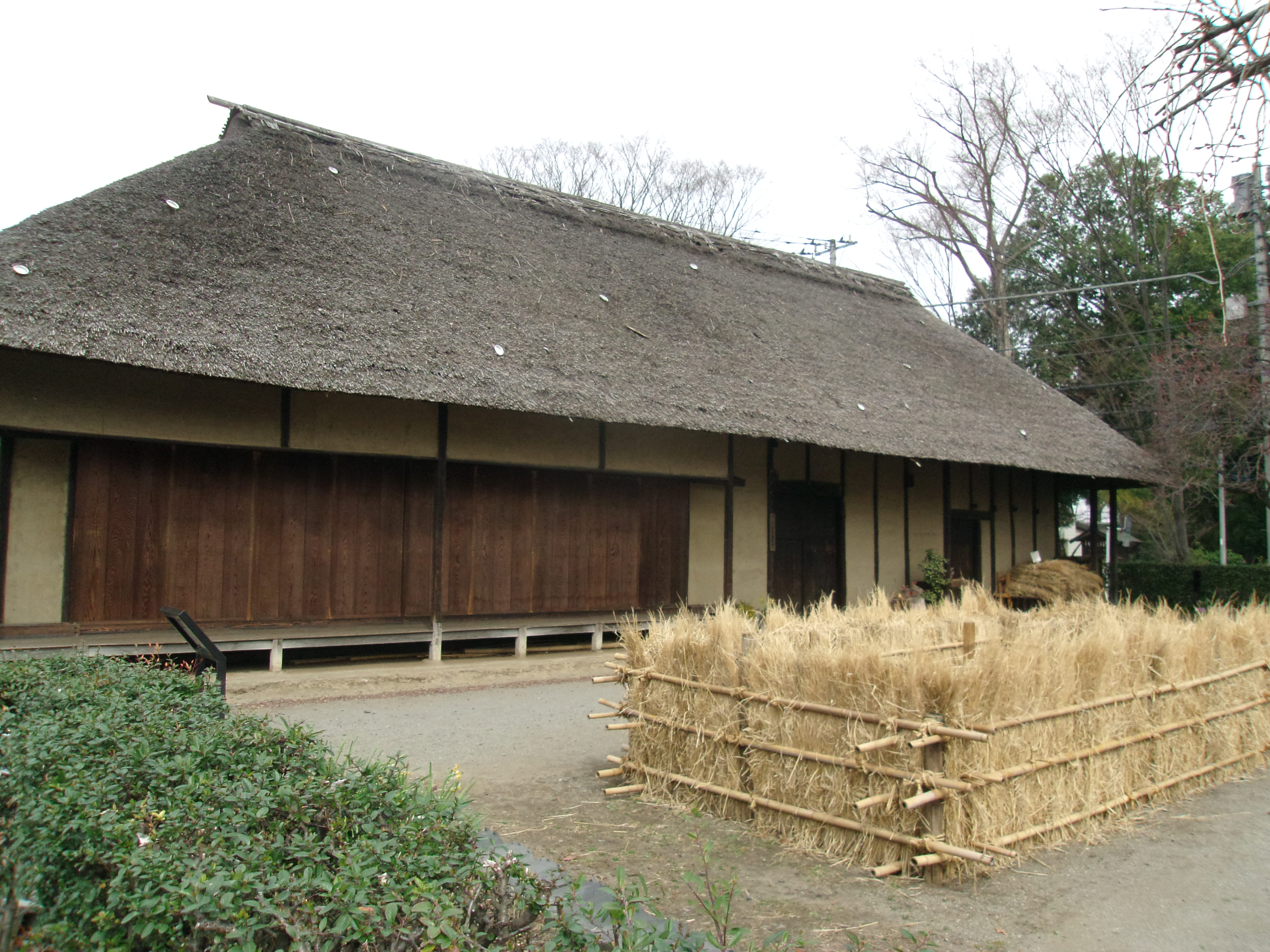
三富農家の姿を伝える家屋（三芳町上富）
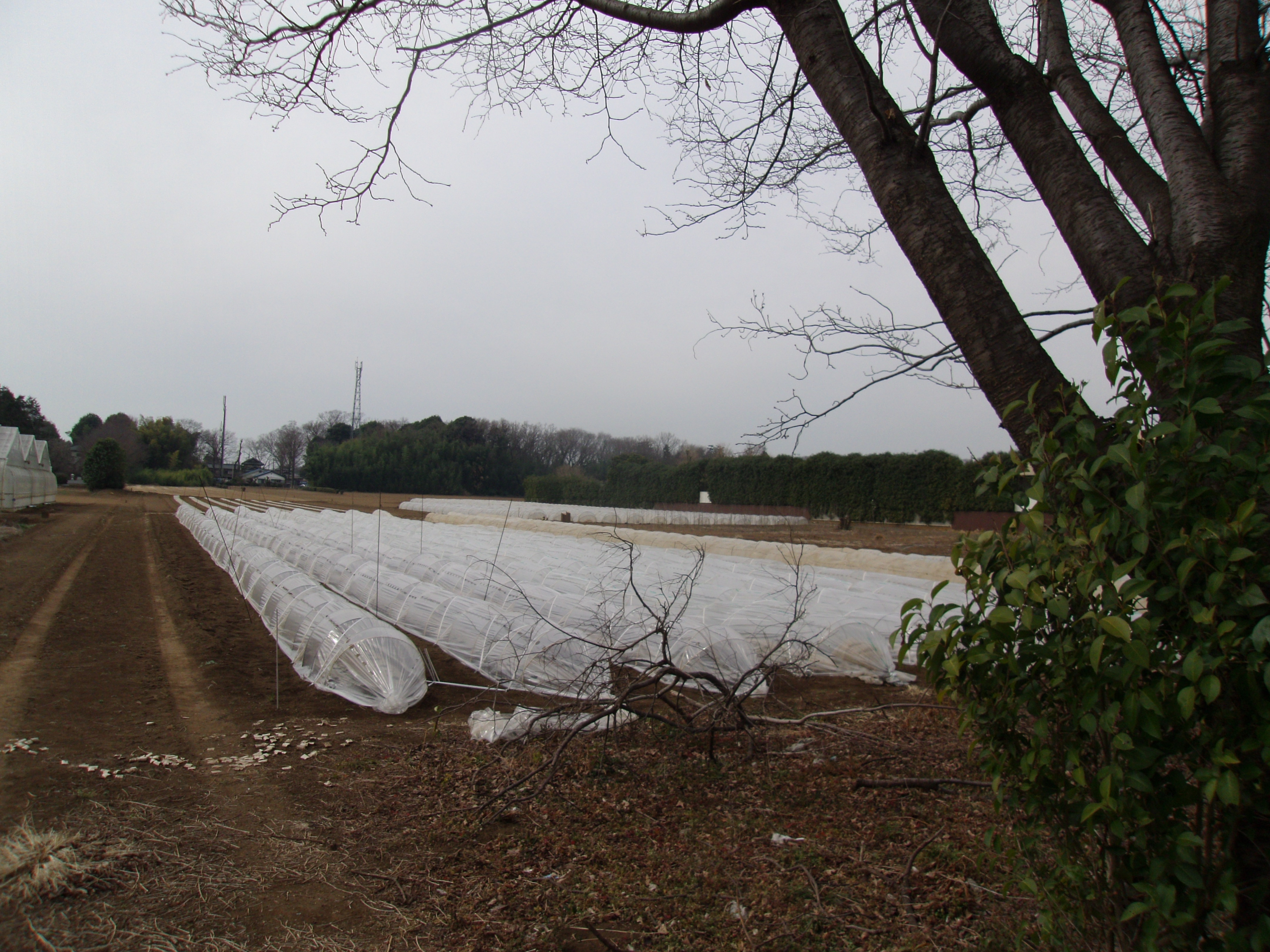
所沢市中富
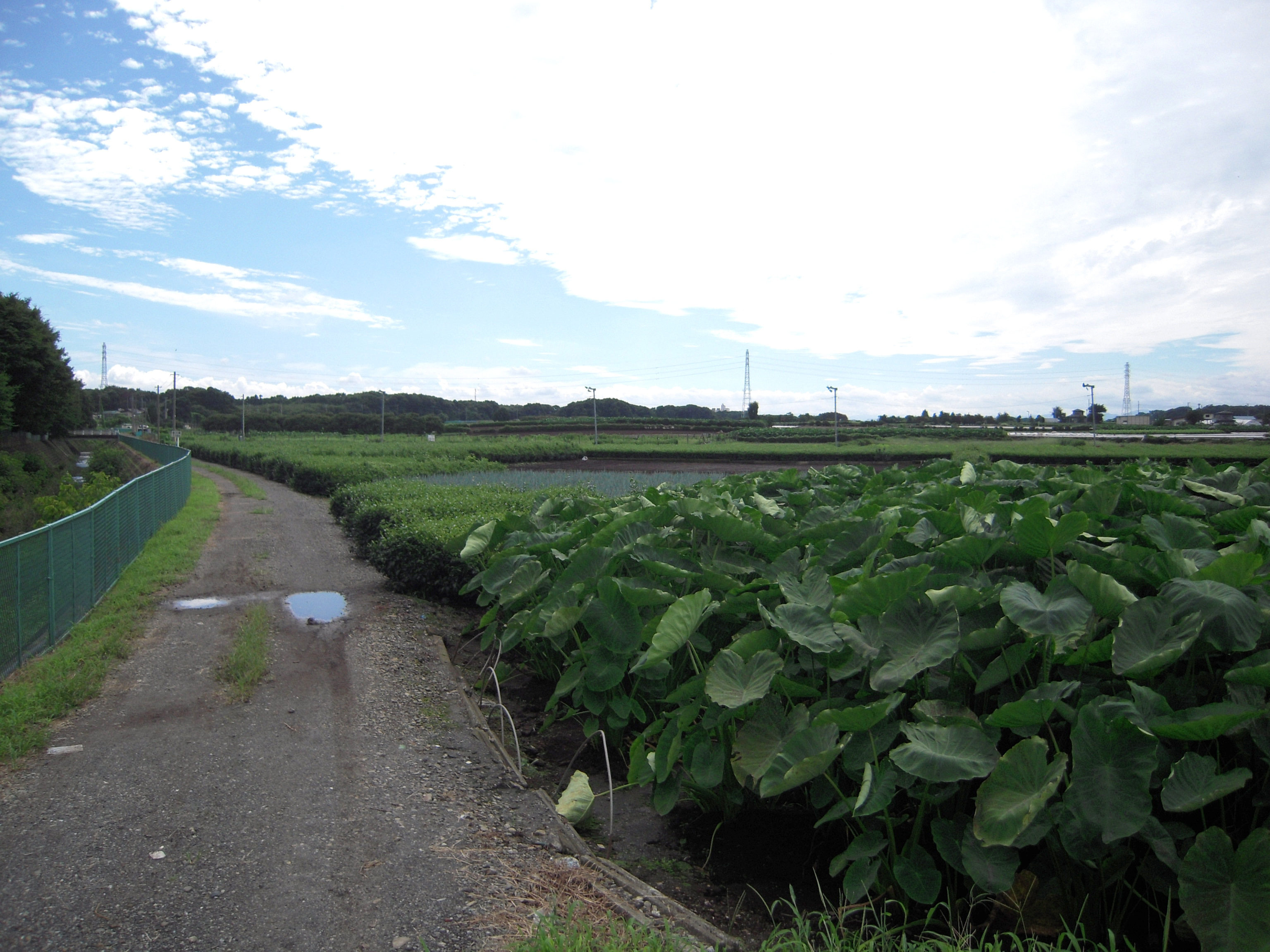
所沢市下富の三富新田風景

## 歴史
- 1889年（明治22年）4月1日 - 町村制施行に伴い、上富村は藤久保村・竹間沢村・北永井村の4村と合併し三芳村に、中富村・下富村は神米金村・北岩岡村・北中村と合併し富岡村となり三富地区が分かれる。
- 1943年（昭和18年）4月1日 - 富岡村が所沢町・小手指村・山口村・吾妻村・松井村と合併して所沢町となる。
- 1950年（昭和25年） - 所沢町が市制を施行し所沢市となる。
- 1970年（昭和45年）11月3日 - 三芳村が町制施行により三芳町となる。

## その他
2000年（平成12年）5月5日には、埼玉新聞社の「21世紀に残したい・埼玉ふるさと自慢100選」に選出された。

## 落ち葉堆肥農法
かつては関東ローム層が露出し痩せて作物が育たない土地であったが、島状に点在する雑木林（主としてクヌギ）の周囲だけは落ち葉が堆積して肥沃な土壌であったことから、落ち葉を敷き詰め堆肥とし、長い時間をかけて腐葉土を形成してきた。その営みは現在も続けられており、この循環式農業は原村政樹監督のドキュメンタリー映画『武蔵野』でも取り上げられた。
三富新田の土壌はサラサラしており、風が吹くと土埃が舞い上がりやすいため、落ち葉を供給する雑木林が屋敷森の役割も兼ね、集めた落ち葉の山に昆虫が生息することから餌を求める野鳥も集まり小さな生態系を構成している。
当初はサツマイモ栽培に限られてきたが、現在では狭山茶や葉物野菜全般、果樹や花卉を手掛ける農家もいる。また、伝統的な芋栽培はブランド作物となっている「川越いも」（紅赤）の産地となっている。
一帯では武蔵野台地を深く開削した砂川堀以外に河川がなかったため利水が難しく、稲作が行われなかった。
2014年（平成26年）より世界農業遺産を目指しており、2017年に新たに創設された日本農業遺産に三富新田に接する川越市南西部（中福・下赤坂）とふじみ野市西部（大井武蔵野）を加えた武蔵野地域に拡大し「武蔵野の落ち葉堆肥農法」として登録。さらに隣接する狭山市も加え、国内所管である農林水産省が2022年（令和4年）の世界農業遺産候補とし（この年の認定は見送り）、翌2023年に「Leaf compost farming method, Musashino, Saitama」として認定された。

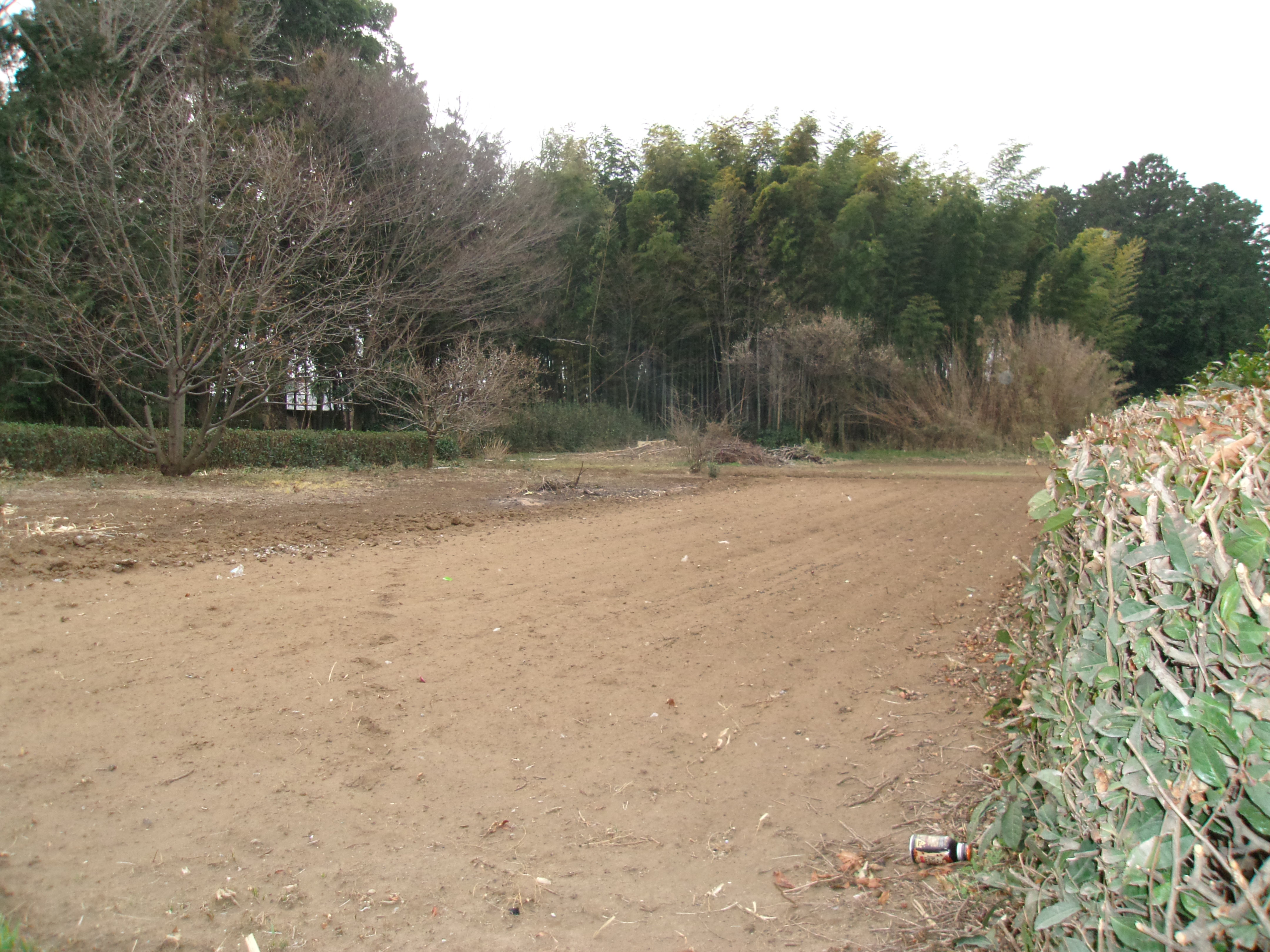
身近にある雑木林（ふじみ野市）
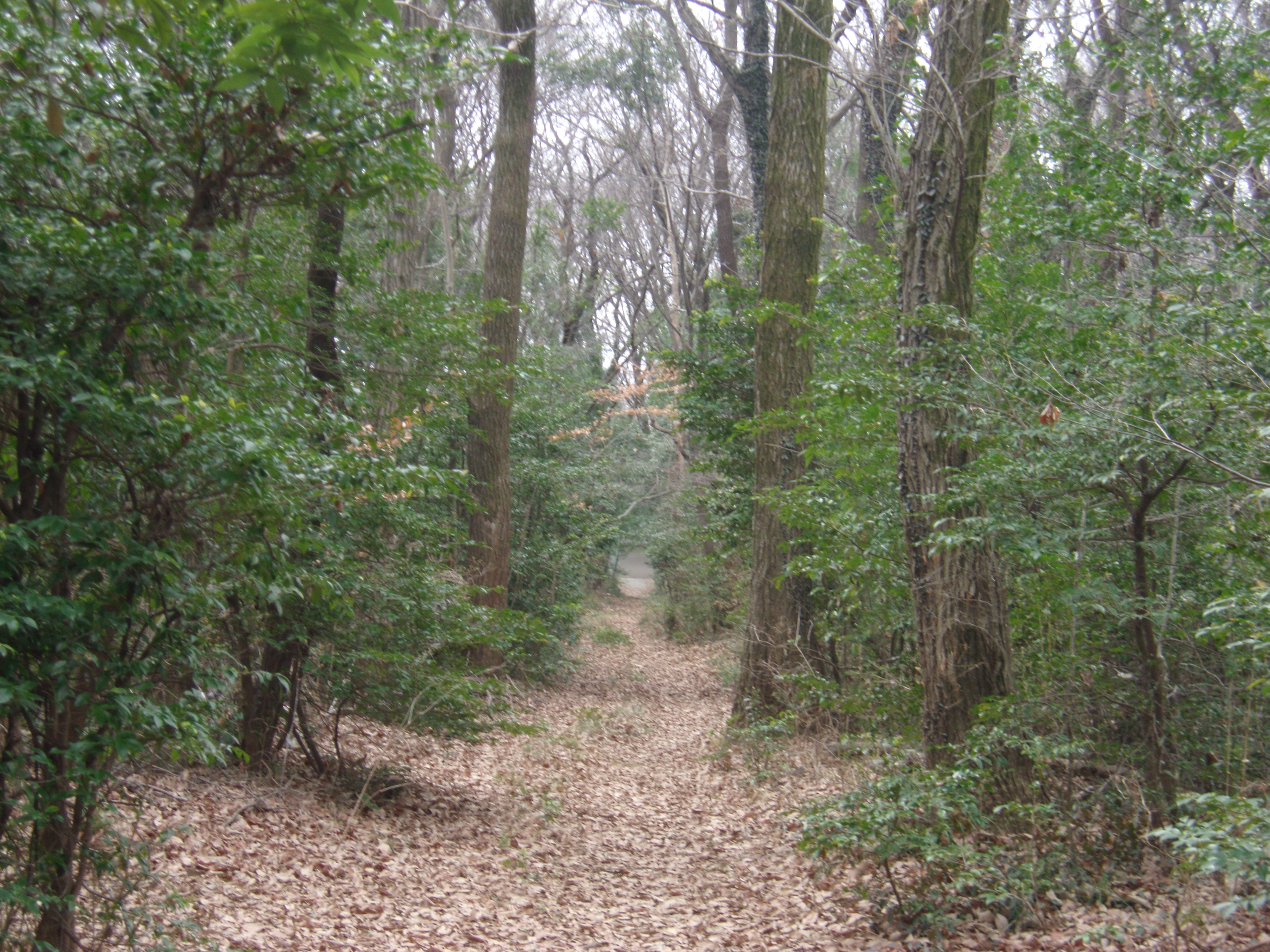
落ち葉集めのための道（川越市）
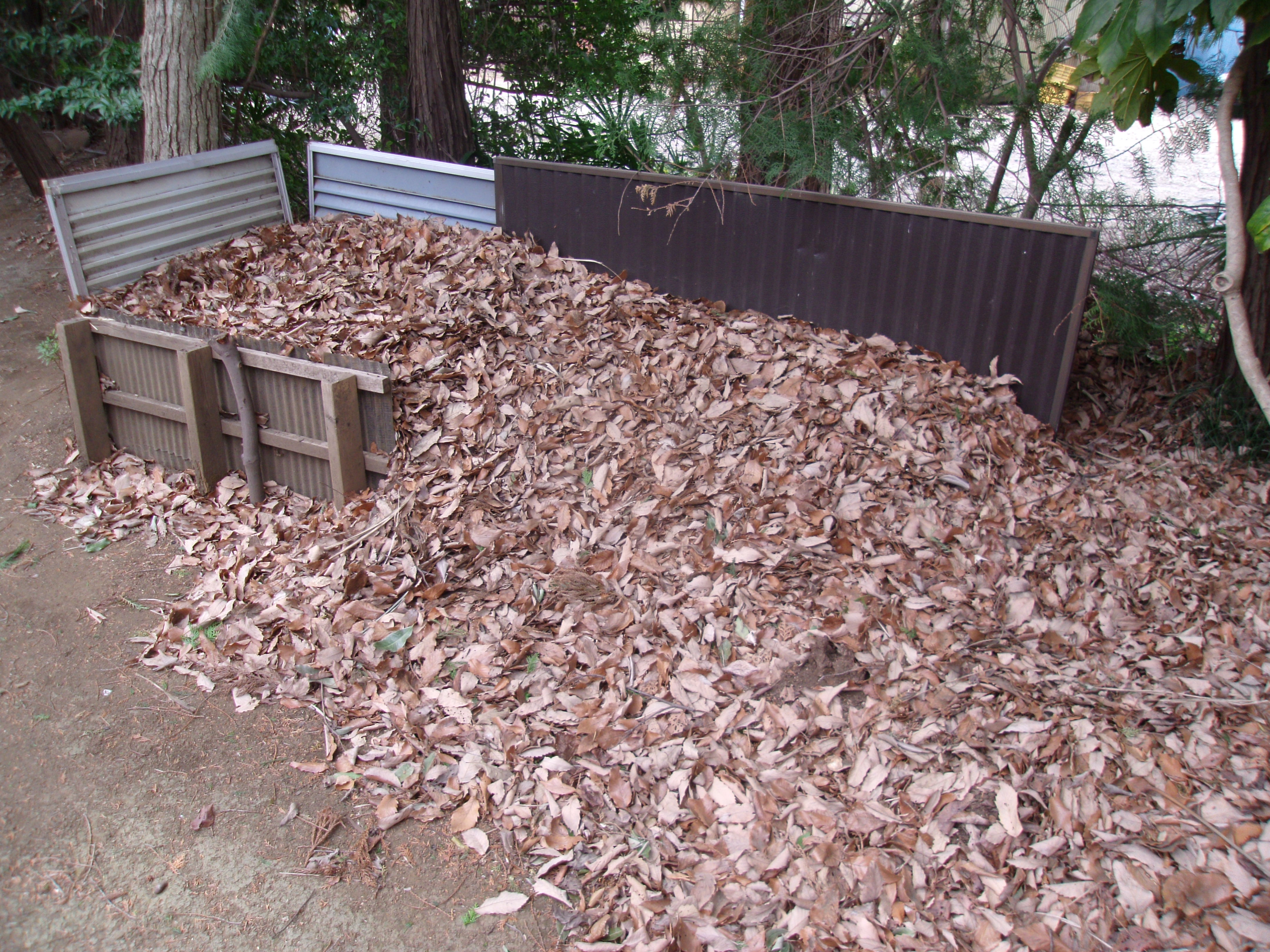
保管されている落ち葉（三芳町）
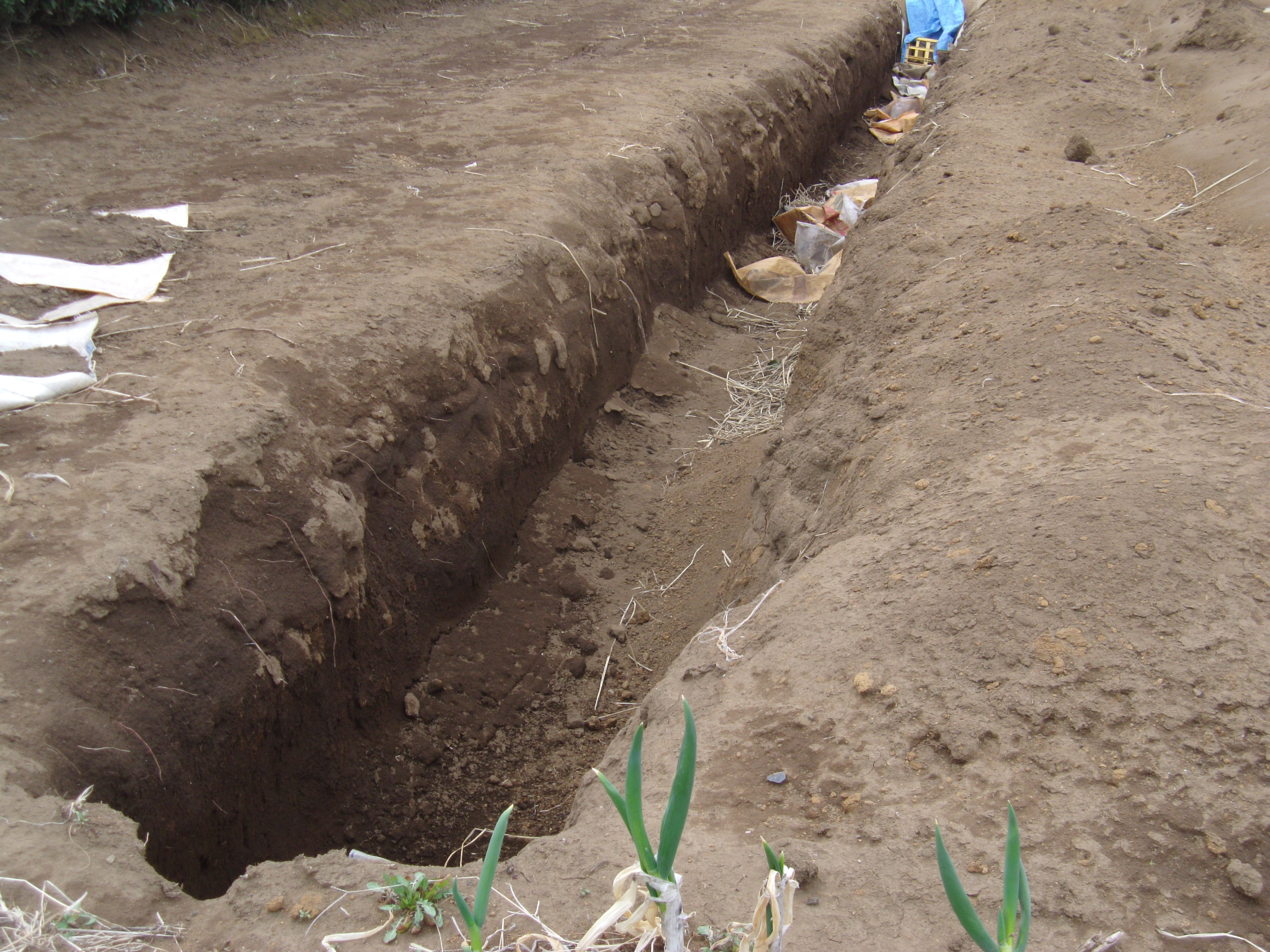
厚く堆積した落ち葉由来の腐葉土（三芳町）
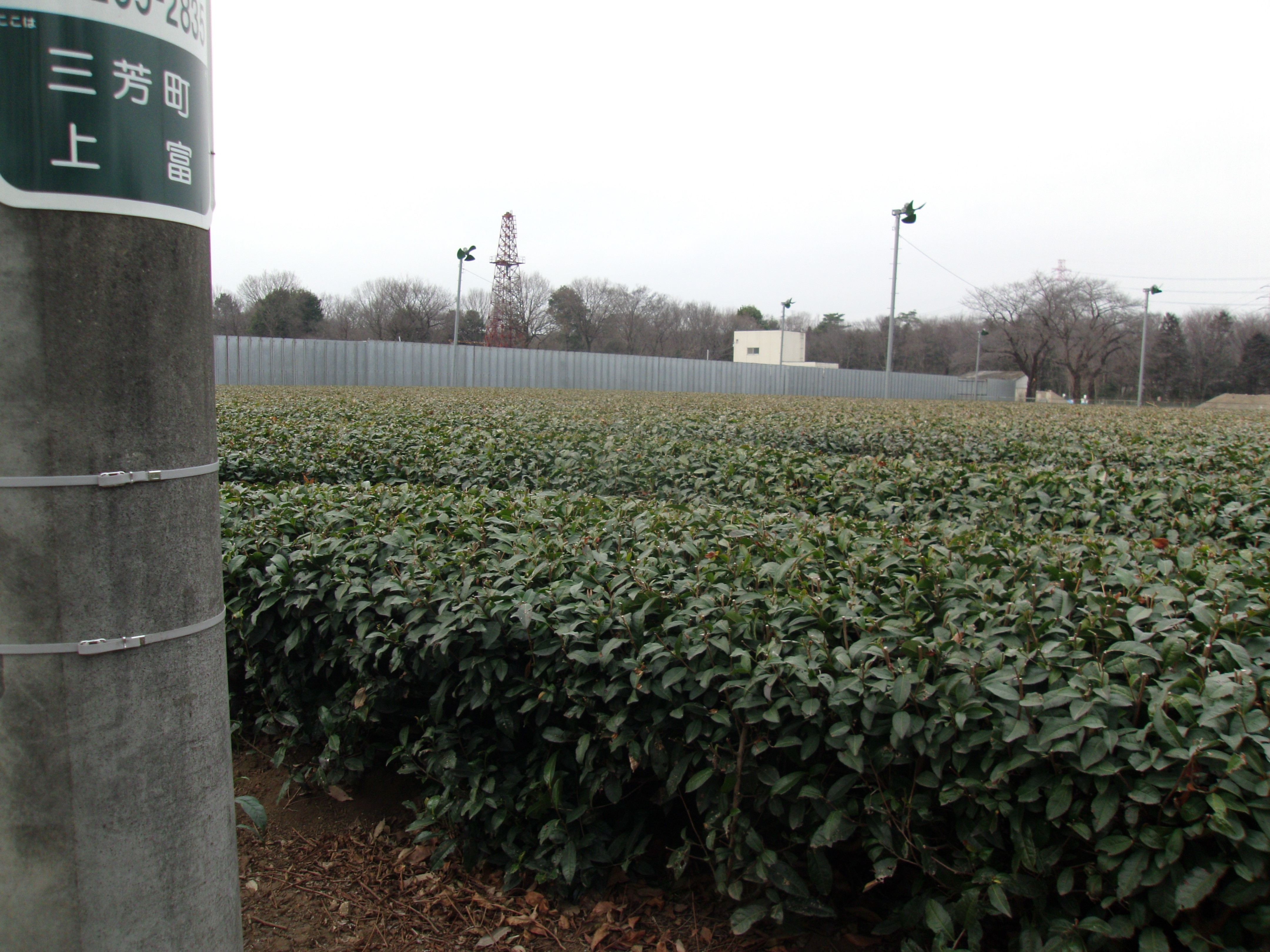
狭山茶畑（三芳町）
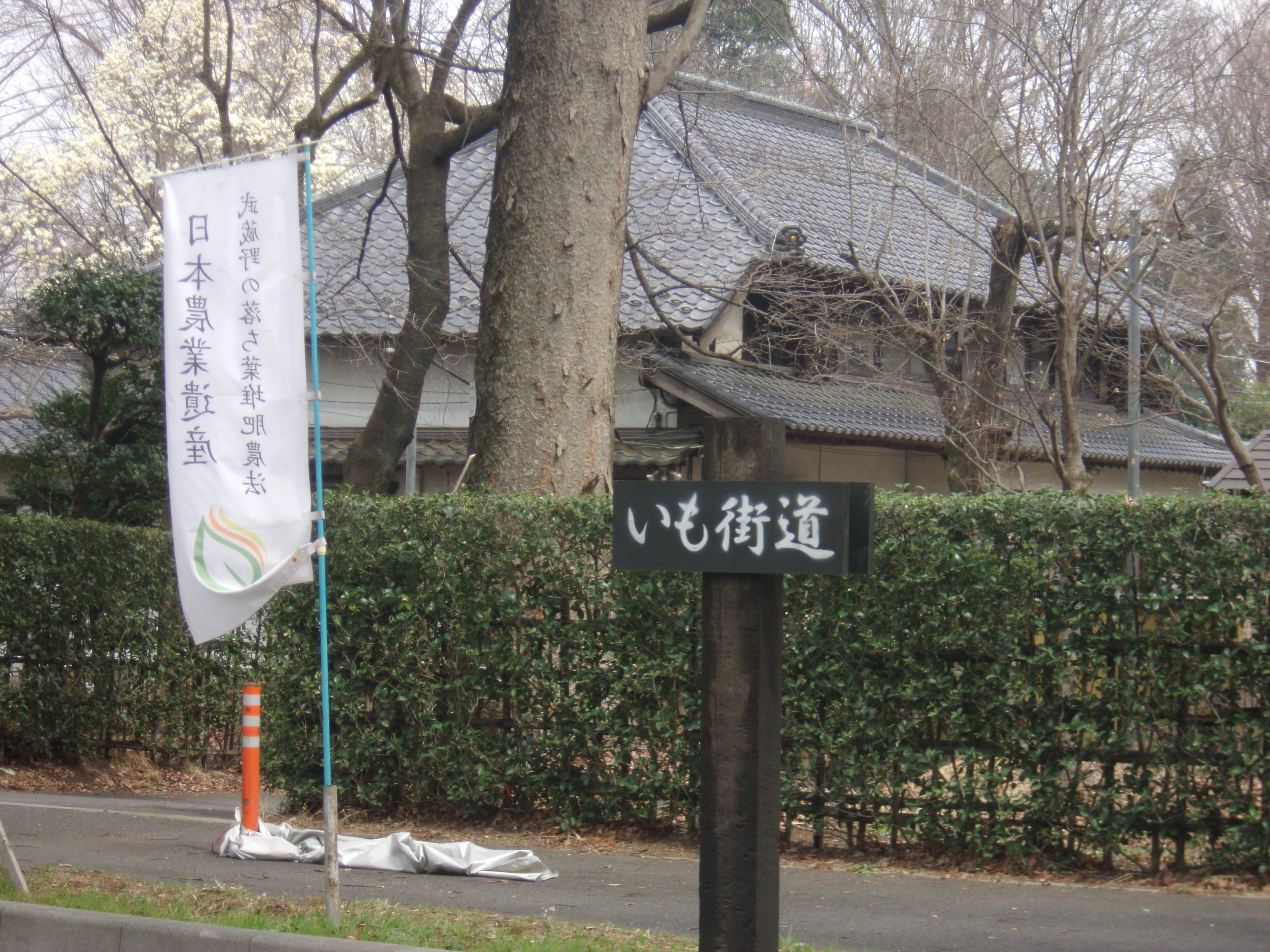
農業遺産の幟と「いも街道」の道標（三芳町）